# Izu (Navarra)
Izu es una localidad española y un concejo de la Comunidad Foral de Navarra perteneciente al municipio de la Cendea de Olza. Está situada en la Merindad de Pamplona, en la Cuenca de Pamplona y a 13 km de la capital de la comunidad, Pamplona. Su población en 2019 era de 61 habitantes.

## Topónimo
El nombre parece que proviene de la palabra vasca ihitsu, que significa lugar juncoso, juncal (de ihi, junco); todavía hoy se pueden ver multitud de juncos en el río Araquil a su paso por Izu.

## Geografía física

### Situación
La localidad de Izu está situada en la parte occidental de la Cendea de Olza. Su término concejil tiene una superficie de 5,74 km² y limita al norte con los concejos de Eguillor y Asiáin, al Sur y al este con el de Artázcoz, y al oeste con el de Azanza en el municipio de la Cendea de Cizur.

## Demografía

### Evolución de la población
| Gráfica de evolución demográfica de Izu entre 2000 y 2010 |
|                                                           |
| Datos según el nomenclátor publicado por el INE.          |

## Comunicaciones
| Transporte Urbano Comarcal |   |
| Taxi Iruñerria             |   |
| Zona                       | B |
| Estaciones                 |   |

## Arte y arquitectura
- Iglesia de Santa María de la Asunción, de estilo gótico tardío, levantada en la primera mitad del siglo XVI.